# إليزابيث ويلبراهام
لادي إليزابيث ويلبراهام (بالإنجليزية: Elizabeth Wilbraham) (ولدت سنة 1632 وتوفيت سنة 1705)، هي عضو في الطبقة الأرستقراطية الإنجليزية، التي تقليديا تم وصفها بالراعي المعماري الهام. مؤخرا، أفتُرض أنها أول مهندسة معمارية معروفة، الذين قد نسبت إلى رجال الأعمال في كثير من الأحيان. بالإضافة إلى مساكن عشرات الأسرات وعدد كبير من الكنائس، وقد صممت ما لا يقل عن 400 مبنى.

## حياتها المبكرة
ولدت إليزابيث من عائلة ثرية، عندما كان عمرها 19 سنة، تزوجت بتوماس ويلبراهام، قضوا شهر العسل معا في جميع أنحاء أوروبا. وقالت أنها قدمت هذه فرصة لاتخاذها كجولة دراسية للهندسة المعمارية.
في هولندا، التقت إليزابيث بالمهندس المعماري بيتر بوست، مخترع أسلوب الهندسة المعمارية «العمارة الباروكية الألمانية». درست أعمال أندريا بالاديو في فينيتو، إيطاليا، وستادتريسيدنز بلاندسهوت، ألمانيا.

## حياتها الشخصية
لا يعرف الكثير عن حياة إليزابيث الخاصة، ولكن تم اكتشاف الرسائل الخاصة التي تم تمريرها إلى مكتب سجلات ستافوردشاير سنة 2008. وهذا أظهر بحث إليزابيث لأزواج مناسبة بناتها، غراس ومارغريت. وفقا للسلطة التنفيذية لمؤسسة ويستون بارك للتسويق، «الأحرف توضح أهمية مباراة مناسبة داخل الطبقة الأرستقراطية من اليوم، وكانت بالتأكيد سيدة قوية جدا وتعرف ما تريد وكيفية الحصول عليها».

## مهندسة معمارية لأول مرة
كتاب 2012 من قبل المؤرخ جون ميلار يقول أن إليزابيث هي أول مهندسة معمارية معروفة. ويقول أيضا أن هذا يلي أكثر من 50 سنة من البحث في هذا الموضوع. في عام 2007، في المنزل الفخم بيت وتون، أجرى مؤتمرا للتحقيق لمعرفة المهندس الأصلى للمبنى، المؤتمر أنشأ إثنين على الأقل من أوراق المتابعة: في عام 2010، إقترح السيد هوفارد كولفين أن جون فيتش قد يكون المهندس المعماري الأصلي، وفي وقت لاحق من نفس العام، ميلار مشيرا إلى ورقة كولفين، وإقترح إليزابيث كبديل.
خلال القرن السابع عشر، كان من المستحيل للمرأة أن تزاول مهنة، وقالت إليزابيث أنها استخدمت مهندسين معماريين ذكور للإشراف على البناء في مكانها. ويعتقد أنها قد صممت أكثر من عشرة منازل لعائلتها، وبسبب إدراج تفاصيل تصاميم مميزة وغير عادية، تم طرح ميلار لتصميم كنائس لندن الثماني عشر (نسبت رسميا إلى كريستوفر رن). بسبب اللجوء المتأخر لرن للعمارة، اقتُرحت إليزابيث من قبل ميلار.
وقد اقترح ميلار ما لا يقل عن 400 مبنى لتصميمهم إليزابيث. جميعهم عمارتهم تتشابه مع العمارة الإيطالية أو الألمانية. تملك إليزابيث 1663 طبعة من كتب أندريا بالاديو.
في السيرة الذاتية في القاموس الموثوق والموسوعي للمهندسين المعماريين البريطانيين 1600-1840 (النسخة الرابعة؛ 2008) من قبل هوفارد كولفين، ومع ذلك، ذكر أنها مرة واحدة فقط. أن التدوين هو بمثابة راعية الهندسة المعمارية.

## المشاريع البارزة
- منتزه ويستون، ستافوردشاير (1671) - مصادر مثل الثراث الإنجليزي إيوان تصميم إليزابيث ويلبراهام، ولكن كان التنفيذ من قبل ويليام تايلور.[6]
- منزل وتون، باكينغهامشير (مابين 1704 و1714) - المهندس غير معروف، إما إليزابيث ويلبراهام أو جون فيتش.[2]